# Boaz Yakin
Boaz Yakin, född 20 juni 1966, är en amerikansk regissör som har regisserat många filmer, bland annat Remember The Titans.